# Pakubuwono V
Pakubuwono V, noto anche come Pakubuwana V (Surakarta, 13 dicembre 1784 – Surakarta, 5 settembre 1823), è stato un sovrano indonesiano.
Fu sunan di Surakarta dal 1820 fino alla sua morte.

## Biografia
Nato Raden Mas Sugandi, era figlio di Pakubuwono IV e della regina Handoyo, figlia di Adipati Cakraningrat. Salì al trono alla morte del padre nel 1820.
Pakubuwono V fu un sovrano per soli tre anni e non riuscì a dare al proprio regno un'impronta significativa, per quanto questo poteva ora dirsi pacificato rispetto al periodo di lotte interne ed esterne che aveva contraddistinto i regni di suo padre e di suo nonno. Fu largamente influenzato dalla presenza dei coloni olandesi a cui non riuscì ad imporsi e la cui politica dovette in gran parte subire. Morì il 5 settembre 1823 e venne succeduto da suo figlio Pakubuwono VI.